# Gerlind Schulze
Gerlind Schulze (* 23. November 1941 in Walddrehna) ist eine deutsche Schauspielerin.

## Leben
Nach der Ausbildung am Schauspielstudio des Staatstheaters Dresden bekam sie am Theater der Bergarbeiter in Senftenberg das erste Bühnenengagement. 1964 kehrt sie nach Dresden zurück und gehört seit dieser Zeit zum Ensemble des dortigen Staatsschauspiels. Mehrmals stand sie für die DEFA und das Fernsehen vor der Kamera. 
Verheiratet war sie, bis zu seinem Tod, mit dem Schauspieler Gerhard Vogt.

## Filmografie
- 1968: Die Toten bleiben jung
- 1969: Nebelnacht
- 1971: KLK an PTX – Die Rote Kapelle
- 1973: Stülpner-Legende (Fernsehfilm, 6 Teile)
- 1980: Die Schmuggler von Rajgrod
- 1980: Gevatter Tod
- 1985: Polizeiruf 110: Ein Schritt zu weit (Fernsehreihe)
- 1989: Polizeiruf 110: Trio zu viert
- 2005: Ein starkes Team: Lebende Ziele (Fernsehfilm)

## Theater
- 1964: Martin Walser: Der schwarze Schwan – Regie: Gotthard Müller (Staatstheater Dresden)
- 1964: Pavel Kohout: Die dritte Schwester – Regie: Rudolf Vedral (Staatstheater Dresden)
- 1969: Ewan MacColl nach Aristophanes: Lysistrata – Regie: Hans Dieter Mäde (Staatstheater Dresden)
- 1971: Maxim Gorki Kleinbürger (Zwetajewa) – Regie: Hans Dieter Mäde (Staatstheater Dresden)
- 1972: Alexei Arbusow: Tanja (Tanja) – Regie: Rudolf Donath (Arbeitertheater des VEB Plattenwerke „Max Dietel“ Meißen)
- 1973: Rainer Kerndl: Wann kommt Ehrlicher (Ev) – Regie: Rudolf Donath (Staatstheater Dresden – Kleine Komödie im Kulturpalast)
- 1977: Jan Jilek: Die Schaukelkuh – Regie: Wolfgang Dehler (Staatstheater Dresden)
- 1978: Wladimir Tendrjakow: Die Nacht nach der Abschlußfeier – Regie: Ekkehard Dennewitz (Staatstheater Dresden)
- 1983: Heinar Kipphardt: Bruder Eichmann (Pfarrfrau Hull) – Regie: Horst Schönemann (Staatsschauspiel Dresden)
- 1986:  Alexander Gelman: Wir, die Endesunterzeichnenden – Regie: Horst Schönemann (Staatsschauspiel Dresden)
- 1987: Christoph Hein: Passage – Regie: Klaus Dieter Kirst (Staatsschauspiel Dresden)
- 1991: Elias Canetti: Hochzeit – Regie: Horst Schönemann (Staatsschauspiel Dresden)